# Château de Vellefaux
Le château de Vellefaux est un château situé à Vellefaux, en Haute Saône, en région Bourgogne-Franche-Comté, en France.

## Description
Le château médiéval de Vellefaux est un domaine privé constitué de deux bâtiments distincts : un logis (rénové), et une grange comportant le bâtiment principal et une petite tour sur son flanc sud-est. Les deux constructions sont formées autour d'une cour. Les ruines d'une tour circulaire peuvent être aperçues dans un angle du domaine.

## Localisation
Le château est situé sur la commune de Vellefaux, dans le département français de la Haute-Saône. L'entrée se présente devant la rue de Vallerois, le long de la D108.

## Historique
L'édifice est inscrit au titre des monuments historiques en 1989.